# Бокше-Нові
Бокше-Нові (пол. Boksze Nowe) — село в Польщі, у гміні Краснополь Сейненського повіту Підляського воєводства.
Населення — 45 осіб (2011).
У 1975-1998 роках село належало до Сувальського воєводства.

## Демографія
Демографічна структура станом на 31 березня 2011 року:
|          | Загалом | Допрацездатний вік | Працездатний вік | Постпрацездатний вік |
| -------- | ------- | ------------------ | ---------------- | -------------------- |
| Чоловіки | 26      | 8                  | 15               | 3                    |
| Жінки    | 19      | 3                  | 9                | 7                    |
| Разом    | 45      | 11                 | 24               | 10                   |